# Kobresia filicina
Kobresia filicina är en halvgräsart som först beskrevs av Charles Baron Clarke, och fick sitt nu gällande namn av Charles Baron Clarke. Kobresia filicina ingår i släktet sävstarrar, och familjen halvgräs. Inga underarter finns listade i Catalogue of Life.